# Gennade Ier de Constantinople
Pour les articles homonymes, voir Gennade.
Gennade Ier de Constantinople est patriarche de Constantinople d'août-septembre 458 au 20 novembre 471. Saint byzantin et romain, il est fêté le 16 ou le 17 novembre.

## Écrits
- CPG 5970-5986